# Hệ thống đại học tiểu bang
Hệ thống đại học tiểu bang ở Hoa Kỳ là một nhóm các trường đại học công lập được tài trợ bởi chính phủ tiểu bang, lãnh thổ hoặc đặc khu liên bang. Những hệ thống này bao gồm phần lớn các trường đại học công lập trên toàn Hoa Kỳ.
Hệ thống đại học tiểu bang thông thường là một thực thể pháp lý và cơ quan quản lý duy nhất, tuy nhiên chúng có thể bao gồm các viện đại học khác nhau. Một số tiểu bang—chẳng hạn như California và Texas—có thể sở hữu nhiều hơn một hệ thống đại học như vậy.
Các viện đại học tiểu bang nhận được trợ cấp từ chính quyền tiểu bang. Ngân sách tài trợ có thể khác nhau giữa các trường đại học và tiểu bang, nhưng đều mang lợi ích chung là giảm các chi phí xuống thấp hơn so với các trường đại học tư thục cho sinh viên đến từ địa phương. Ngày càng có nhiều người Mỹ theo học đại học và học phí các trường tư thục tăng cao vượt xa tỷ lệ lạm phát, việc tuyển sinh vào các trường đại học công lập trở nên cạnh tranh hơn.

## Quản lý
Việc quản lý các hệ thống đại học tiểu bang có nhiều sự đa dạng giữa các bang về cách thức phân bổ quyền lực điều hành giữa các ban quản trị (Board of regents hay Board of trustees), hiệu trưởng hay giám đốc (presidents), chưởng ấn hay hiệu trưởng (chancellors), chủ nhiệm khoa (provosts) và các chức vụ điều hành cấp cao khác.
Một trong những hình thức tổ chức điển hình là Hệ thống Đại học California, với mỗi viện đại học trực thuộc có một chưởng ấn (chancellor) với vai trò quản lý cao nhất. Các chưởng ấn này báo cáo lên hiệu trưởng của toàn hệ thống (system-wide president), người sẽ làm việc trực tiếp với ban quản trị Đại học California (Board of Regents). Một cách tổ chức khác là tiểu bang Kansas, nơi không tồn tại một hệ thống viện đại học chung hay một chức vụ điều hành toàn hệ thống với vai trò giám sát và điều hành đồng thời các viện đại học trong tiểu bang. Thay vào đó, Hội đồng quản trị Kansas (Kansas Board of Regents) sẽ trực tiếp quản lý các hiệu trưởng của toàn bộ các viện đại học công lập trong tiểu bang.
Một số tiểu bang có cách tổ chức tuơng đồng với cả hai hình thức trên, chẳng hạn như Hawaii, Indiana và South Carolina. Tại các tiểu bang này, người đứng đầu hệ thống đại học toàn tiểu bang cũng giữ quyền điều hành trực tiếp với viện đại học dẫn đầu của hệ thống (flagship campus) cũng như giám sát hoạt động của các viện đại học thành viên khác. Tuy nhiên, thông thường chức vụ lãnh đạo của viện đại học dẫn đầu của hệ thống (flagship campus) có vai trò tách biệt với chức vụ lãnh đạo toàn hệ thống của tiểu bang.

## Tên gọi
Trải qua quá trình phát triển và thay đổi hệ thống đại học tiểu bang, các danh xưng như Đại học California đã thay đổi ý nghĩa theo thời gian.
- Trong một số trường hợp, tên gọi ban đầu của một viện đại học trở thành tên gọi chính thức của cả hệ thống. Chẳng hạn như
  - Đại học California, ban đầu tên gọi này được dùng để chỉ viện Đại học California, Berkeley ngày nay.
  - Đại học Nebraska, ban đầu tên gọi này được dùng để chỉ viện Đại học Nebraska–Lincoln ngày nay.
  - Đại học North Carolina, ban đầu tên gọi được dùng để chỉ viện Đại học North Carolina tại Chapel Hill ngày nay.

- Trong một số trường hợp khác, tên gọi chính thức của cả hệ thống đại học tiểu bang cũng đồng thời là danh xưng chính thức của một viện đại học thành viên, chẳng hạn:
  - Đại học Alabama, viện đại học dẫn đầu của hệ thống cùng tên: Hệ thống Đại học Alabama (University of Alabama System).
  - Đại học Houston, viện đại học dẫn đầu của hệ thống cùng tên: Hệ thống Đại học Houston (University of Houston System).

- Trong một số trường hợp, tên gọi của hệ thống đại học tiểu bang cũng thường xuyên được sử dụng một cách không chính thức để ám chỉ đội thể thao hay một viện đại học thành viên, chẳng hạn:
  - Danh xưng Đại học Texas thường xuyên được sử dụng để ám chỉ Đại học Texas tại Austin
  - Danh xưng Đại học Wisconsin thường xuyên được sử dụng để ám chỉ Đại học Wisconsin–Madison